# العلاقات الأوغندية البلجيكية
العلاقات الأوغندية البلجيكية هي العلاقات الثنائية التي تجمع بين أوغندا وبلجيكا.

## مقارنة بين البلدين
هذه مقارنة عامة ومرجعية للدولتين:
| وجه المقارنة                                              | أوغندا                        | بلجيكا                                                                              |
| --------------------------------------------------------- | ----------------------------- | ----------------------------------------------------------------------------------- |
| المساحة (كم2)                                             | 241.04 ألف                    | 30.53 ألف                                                                           |
| عدد السكان (نسمة)                                         | 42.86 مليون                   | 11.37 مليون                                                                         |
| الكثافة السكانية (ن./كم²)                                 | 177.81                        | 372.42                                                                              |
| العاصمة                                                   | كامبالا                       | بروكسل                                                                              |
| اللغة الرسمية                                             | لغة إنجليزية، اللغة السواحلية | اللغة الهولندية، لغة فرنسية، اللغة الألمانية                                        |
| العملة                                                    | شيلينغ أوغندي                 | يورو، فرنك بلجيكي                                                                   |
| الناتج المحلي الإجمالي (بليون دولار)                      | 25.89 مليار                   | 492.68 مليار                                                                        |
| الناتج المحلي الإجمالي (تعادل القوة الشرائية) بليون دولار | 72.25 مليار                   | 514.74 مليار                                                                        |
| الناتج المحلي الإجمالي الاسمي للفرد دولار أمريكي          | 705                           | 40.32 ألف                                                                           |
| الناتج المحلي الإجمالي للفرد دولار أمريكي                 | 1.77 ألف                      | 43.44 ألف                                                                           |
| مؤشر التنمية البشرية                                      | 0.483                         | 0.890                                                                               |
| رمز المكالمات الدولي                                      | +256                          | +32                                                                                 |
| رمز الإنترنت                                              | .ug                           | .be                                                                                 |
| المنطقة الزمنية                                           | ت ع م+03:00                   | توقيت وسط أوروبا، ت ع م+01:00، ت ع م+02:00، توقيت وسط أوروبا الصيفي، أوروبا/بروكسل ‏ |

## منظمات دولية مشتركة
يشترك البلدان في عضوية مجموعة من المنظمات الدولية، منها:
| علم المنظمة | اسم المنظمة                               | تاريخ انضمام أوغندا | تاريخ انضمام بلجيكا |
| ----------- | ----------------------------------------- | ------------------- | ------------------- |
|             | الاتحاد البريدي العالمي                   | ?                   | ?                   |
|             | مؤسسة التنمية الدولية                     | 27 سبتمبر 1963      | 2 يوليو 1964        |
|             | منظمة حظر الأسلحة الكيميائية              | ?                   | ?                   |
|             | منظمة التجارة العالمية                    | ?                   | ?                   |
|             | الأمم المتحدة                             | 25 أكتوبر 1962      | 27 ديسمبر 1945      |
|             | وكالة ضمان الاستثمار متعدد الأطراف        | 10 يونيو 1992       | 18 سبتمبر 1992      |
|             | منظمة الشرطة الجنائية الدولية             | ?                   | ?                   |
|             | مؤسسة التمويل الدولية                     | 27 سبتمبر 1963      | 27 ديسمبر 1956      |
|             | الاتحاد الدولي للاتصالات                  | 8 مارس 1963         | 1866                |
|             | البنك الدولي للإنشاء والتعمير             | 27 سبتمبر 1963      | 27 ديسمبر 1945      |
|             | البنك الإفريقي للتنمية                    | ?                   | ?                   |
|             | الفريق المعني برصد الأرض                  | ?                   | ?                   |
|             | المركز الدولي لتسوية المنازعات الاستشارية | 14 أكتوبر 1966      | 26 سبتمبر 1970      |
|             | يونسكو                                    | 9 نوفمبر 1962       | 29 نوفمبر 1946      |

## وصلات خارجية
- موقع وزارة الخارجية الأوغندية
- موقع وزارة الخارجية البلجيكية